# Pena de muerte en Argelia
La pena de muerte es una pena legal en Argelia. A pesar de su legalidad, las últimas ejecuciones del país se realizaron en 1993, a siete terroristas islámicos no identificados. Debido a su prolongada suspensión de las ejecuciones, se considera que Argelia es "abolicionista en la práctica".
Los métodos de ejecución de Argelia son el pelotón de fusilamiento y la ejecución por arma de fuego. La pena de muerte es un castigo legal por una variedad de delitos, los cuales son: traición; espionaje; homicidio agravado; castración con resultado de muerte; incendio premeditado (o destrucción con artefactos explosivos) de edificios, vehículos o cosechas con resultado de muerte; destrucción intencional de equipo militar con resultado de muerte; intentos de cambio de régimen o acciones encaminadas a la incitación; destrucción de territorio; sabotaje a servicios públicos y económicos; masacres y matanzas; participación en bandas armadas o en movimientos insurreccionales; falsificación; terrorismo; actos de tortura o crueldad; secuestro; robo con agravante; algunos delitos militares; envenenamiento; intentar cometer un delito punible con la muerte; y algunos casos de reincidencia y perjurio que dieron lugar a una sentencia de muerte pronunciada.
Argelia votó a favor de las ocho resoluciones de la ONU sobre a la pena de muerte, en 2007, 2008, 2010, 2012, 2014, 2016, 2018 y 2020. También ha sido copatrocinador desde al menos la resolución de 2012.